# The Supremes
The Supremes waren van 1959 tot 1977 een Amerikaanse dames-popgroep die bij vele liefhebbers van soulmuziek bekend is, alsook bij het grote publiek. De groep was een van de boegbeelden van het Motown-geluid in de jaren zestig en had veel commercieel succes. In de jaren 1965-1969 behoorden ze tot de populairste muziekgroepen in Amerika en Europa. Samen met The Temptations, The Four Tops, Martha & The Vandellas en andere zwarte popgroepen leverden ze een belangrijke bijdrage aan de wereldwijde doorbraak van de Afro-Amerikaanse rhythm-and-bluesmuziek.
De oorspronkelijke groepsleden waren Florence Ballard, Diana Ross, Mary Wilson en de al vroeg vertrokken Betty McGlown, die werd opgevolgd door Barbara Martin die evenmin lang bleef. Cindy Birdsong was jarenlang lid van de groep, waarvan later ook Jean Terrell, Lynda Laurence, Scherrie Payne en Susaye Greene deel uitmaakten.
Bekende nummers van The Supremes waren onder andere Where Did Our Love Go, Baby Love (waarmee ze als eerste damesgroep een nummer 1-hit in Engeland hadden), Stop! In the Name of Love, Back in My Arms Again, You Can't Hurry Love, You Keep Me Hangin' On, Love Is Here And Now You're Gone en The Happening.

## Carrière

### Beginjaren
The Supremes begonnen rond 1959 als een dameskwartet onder de naam The Primettes, met Florence Ballard (tevens de oprichter), Mary Wilson, Betty McGlown en Diana Ross. Zij waren alle vier opgegroeid in de Brewster-Douglass Housing Projects, een groot flatcomplex in het oosten van Detroit. The Primettes waren een zustergroep van The Primes, waarin de latere Temptations Eddie Kendricks en Paul Williams zaten.
Tijdens deze periode zongen de dames meestal in clubs en op talentenjachten. Diana Ross vroeg aan haar vroegere buurjongen Smokey Robinson of ze auditie mochten doen bij de snel opkomende platenmaatschappij Motown Records. De eigenaar Berry Gordy vond dat de dames te jong waren en eerst hun school moesten afmaken. Kort daarna namen ze voor Lu Pine Records het nummer Tears of Sorrow op, dat flopte.
Betty McGlown verliet de groep in 1960 en werd vervangen door Barbara Martin. De dames waren elke dag na school bij de Motownstudio te vinden. Uiteindelijk liet Berry Gordy hen achtergrond zingen en handklappen voor artiesten als  Marvin Gaye en Mary Wells. In januari 1961 kregen ze eindelijk een contract aangeboden, op voorwaarde dat ze hun naam veranderden. Oprichtster Florence Ballard koos voor "The Supremes". Tussen 1961 en 1963 namen The Supremes enkele nummers op. Geen van deze nummers haalde de Top-40 en in 1962 verliet Barbara Martin de groep om een gezin te stichten. De groep ging als trio verder.

### Succesjaren

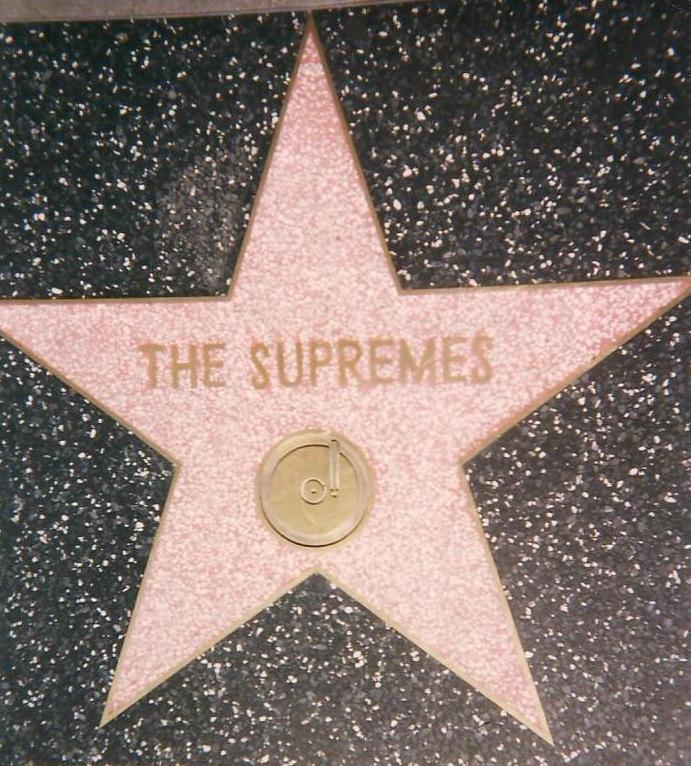
Ster van The Supremes op de Hollywood Walk of Fame.

Na zeven nummers die geen succes werden, namen The Supremes eind 1963 voor het eerst een song op die de Billboard Hot 100 bereikte. When the Lovelight Starts Shining Through His Eyes kwam op nummer 23. Het was het begin van een lange reeks van hits. In 1964 werd The Supremes gevraagd of ze het nummer Where did our love go wilden opnemen, dat geweigerd was door Motowns topdamesgroep The Marvelettes. Eerst wilden The Supremes geen afdankertje van een andere groep overnemen, maar de schrijvers van het lied, Brian Holland, Lamont Dozier en Eddie Holland, haalden hen over. Inmiddels was Diana Ross gekozen om leadzangeres te worden. Florence Ballard en Mary Wilson werden achtergrondzangeressen. Tijdens een muziektour schoot het nummer naar de eerste plaats van de Amerikaanse Billboard Hot 100. Meer succes volgde en ze behaalden met hun vier volgende songs opnieuw de nummer 1-positie.

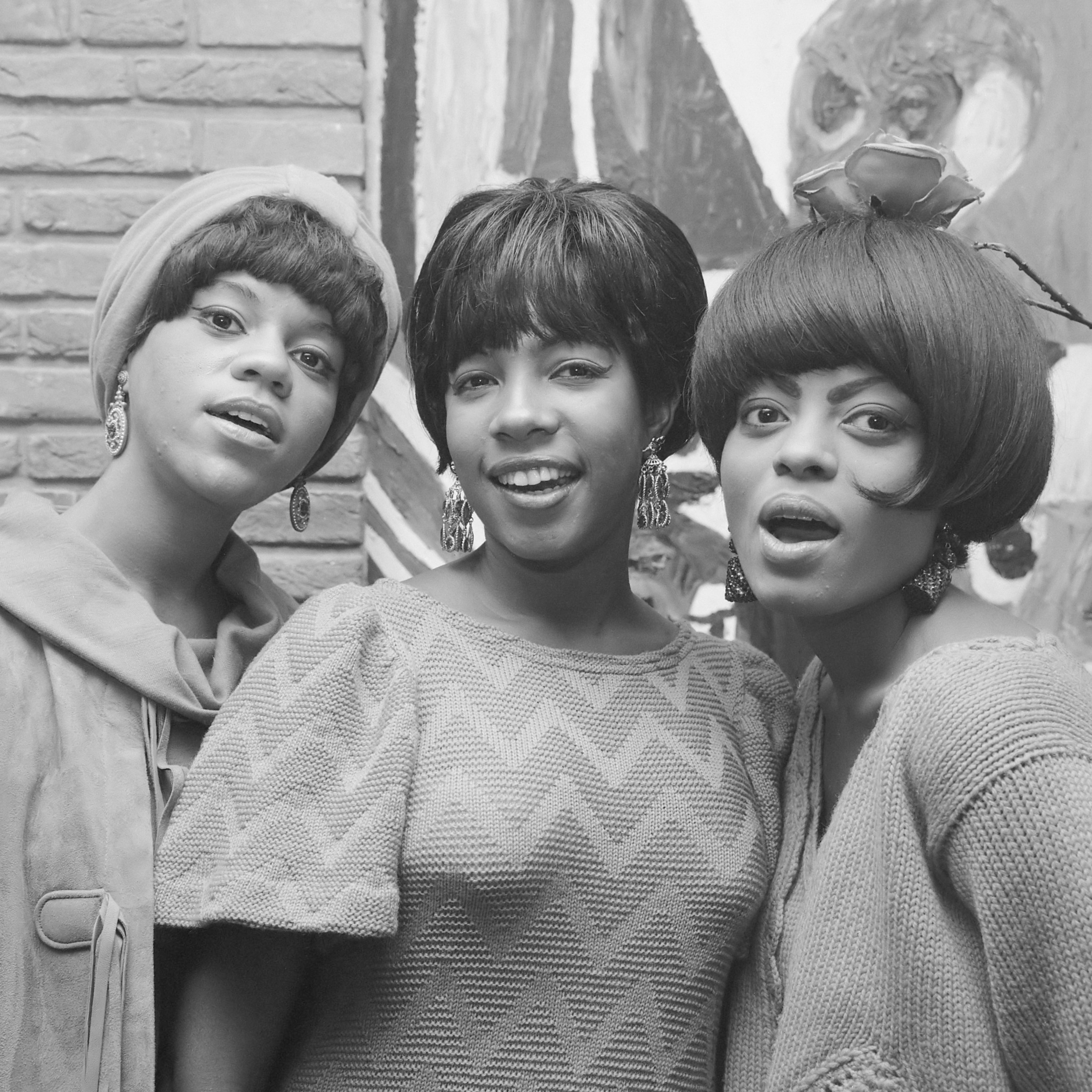
The Supremes met Florence Ballard (1965)

Deuren van clubs, zoals de Copacabana in New York, stonden voor The Supremes open. Ook werden ze gevraagd door veel televisieprogramma's. Na het nummer I hear a symphony in 1965 behaalden The Supremes nog eens viermaal de top van de Amerikaanse Billboard. Alle hits waren door het trio Holland-Dozier-Holland geschreven en geproduceerd en door The Funk Brothers instrumentaal begeleid.

### Diana Ross en The Supremes
Ondanks al hun succes vond Florence Ballard dat Diana Ross door Berry Gordy werd voorgetrokken. Zij voelde zichzelf en Mary Wilson aan de kant geschoven in de groep die zij had opgericht. Jaren later vertelde Mary Wilson dat zij er genoeg van kregen steeds "baby, baby" te moeten zingen als achtergrond bij de solo's van Diana Ross. Rond die tijd hadden Berry Gordy en Diana Ross een relatie met elkaar. Florence Ballard werd depressief en begon buitensporig te drinken. Ook werd ze veel dikker en kon ze veel outfits niet meer dragen. Inmiddels was al gezorgd voor een vervanger, Cindy Birdsong van Patti Labelle & The Bluebells, voor het geval dat Florence Ballard niet zou komen opdagen. Ze werd gewaarschuwd en probeerde af te slanken. Ondanks haar inzet werd ze ontslagen in juli 1967. Na een weinig succesvolle solocarrière ging het steeds slechter met haar. Florence Ballard overleed op 32-jarige leeftijd in 1976.

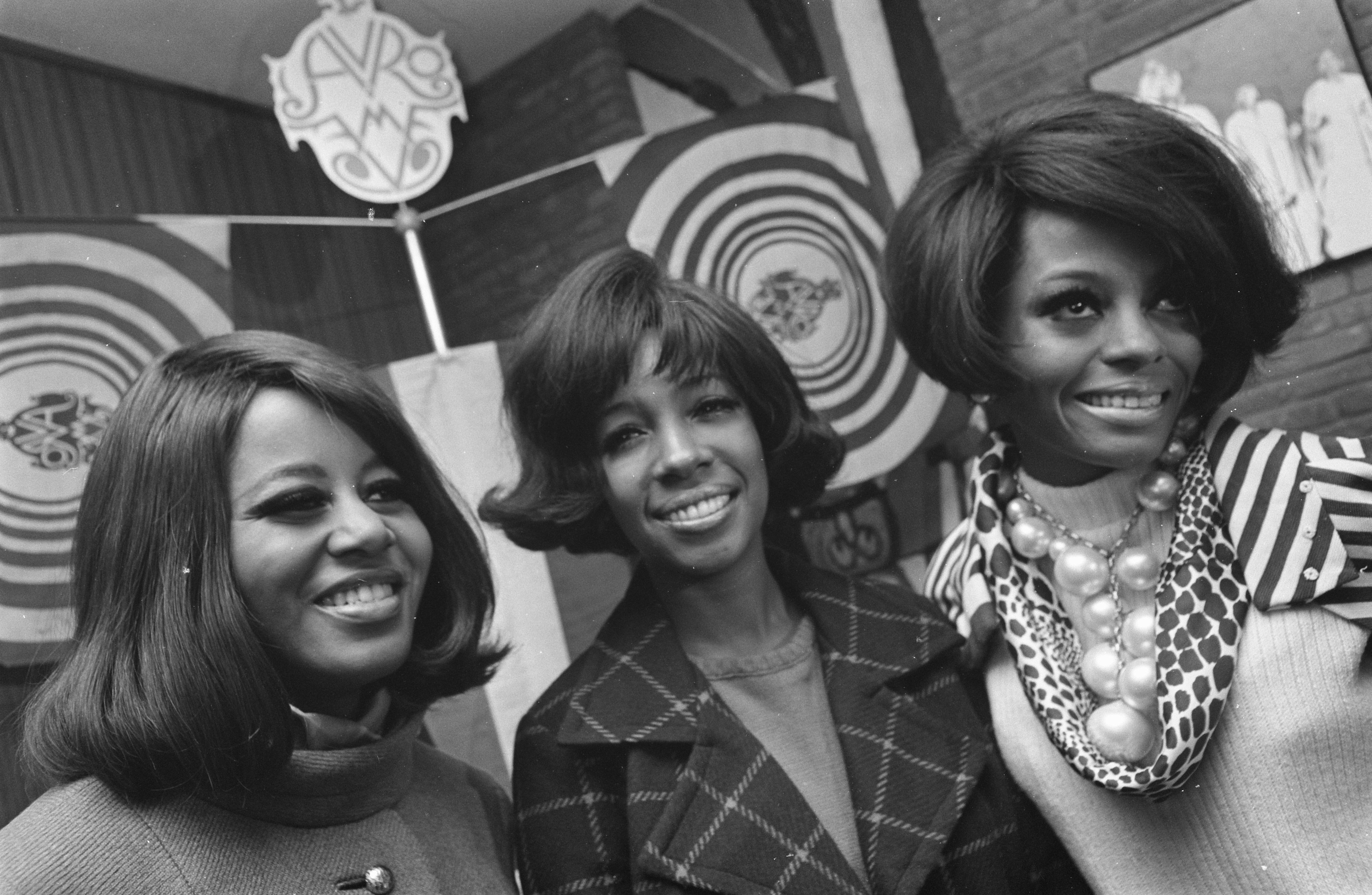
Diana Ross & The Supremes in Nederland (1968)

Na het ontslag van Florence werd Cindy Birdsong officieel lid van The Supremes. Ook werd de naam van de groep veranderd in Diana Ross & The Supremes. Tijdens deze periode waren niet Mary Wilson en Cindy Birdsong de achtergrondzangeressen, maar werd Motowns vaste achtergrondkoortje The Andantes (Jackie Hicks, Marlene Barrow en Louvain Demps) ingeschakeld voor de opnamen van singles. Cindy en Mary zongen wel tijdens live-optredens, op enkele nummers voor hun Lp's en op de nummers die ze samen zongen met The Temptations. The Supremes haalden inmiddels minder vaak de top van de Billboard Hot 100, mede doordat de successchrijvers Holland, Dozier en Holland waren weggegaan bij Motown. Alleen het nummer Love Child, geschreven door het collectief The Clan, behaalde de top.

### Jean Terrell-jaren
In 1969 werd bekendgemaakt dat Diana Ross een solocarrière zou starten. Haar laatste optreden met The Supremes was in januari 1970. Diana werd vervangen door Jean Terrell, hoewel Berry Gordy probeerde Rita Wright (later bekend als Stevie Wonders echtgenote Syreeta) naar voren te schuiven. Dat stuitte op een veto van Mary Wilson, omdat de positie al aan Terrell beloofd was. Met Jean Terrell in de groep hadden The Supremes succes met nummers als Up The Ladder To The Roof, Stoned Love, Floy Joy en het duetnummer River Deep - Mountain High met de Four Tops. Op deze nummers zijn Mary Wilson en Cindy Birdsong weer te horen als achtergrondzangeressen. Ook kregen zij een grotere rol in de groep. Zij zongen ook kleine solo's bij liveoptredens. Mary Wilson als enige originele lid zong in 1971 lead samen met Jean Terrell in enkele nummers, zoals Touch, Floy Joy en Automatically Sunshine.
Na de opnamen voor het album Floy Joy verliet Cindy Birdsong The Supremes in april 1972. Zij werd vervangen door Lynda Laurence, een voormalige achtergrondzangeres van Stevie Wonder. Zij zong op onder meer I Guess I'll Miss The Man en het door Stevie Wonder geschreven Bad Weather. Jean Terrell, die vond dat Motown The Supremes te weinig aandacht gaf, verliet de groep in oktober 1973, tegelijk met Lynda Laurence.

### Laatste jaren
Scherrie Payne, afkomstig van de door Holland-Dozier-Holland opgerichte soulgroep Glass House, werd gekozen als vervangster voor Jean Terrell. Tegelijk keerde Cindy Birdsong terug bij The Supremes. Omdat hun contracten nog niet waren opgemaakt konden ze van eind 1973 tot eind 1974 niet opnemen. Tijdens deze periode traden ze wel live op. Het management van de groep werd inmiddels door Mary Wilsons echtgenoot Pedro Ferrer geregeld, al waren Payne en Birdsong daar geen voorstanders van.
In 1975 mochten The Supremes weer opnemen, maar de populariteit van de groep was gedaald. Scherrie Payne werd co-leadsinger met Mary Wilson. Hoewel enkele nummers het goed deden op de nieuwe disco-hitlijsten, behaalden ze geen nieuw succes. In 1976 vertrok Cindy Birdsong weer, door de slechte band met Pedro Ferrer en door persoonlijke omstandigheden. Zij werd vervangen door Susaye Green. Toen in 1977 Mary Wilson vertrok om een solocarrière te beginnen, viel de groep uit elkaar.
Aan het eind van de jaren tachtig verwierf Mary Wilson, de enige die van begin tot eind lid van de groep is geweest, in een juridische procedure tegen Motown het eigendomsrecht op de naam "The Supremes". Hiermee voorkwam ze exploitatie van deze merknaam door anderen dan de oorspronkelijke Supremes.   

## Discografie

### Albums
| Album met eventuele hitnotering(en) in de Nederlandse Album Top 100 | Datum van verschijnen | Datum van binnenkomst | Hoogste positie | Aantal weken | Opmerkingen                                         |
| ------------------------------------------------------------------- | --------------------- | --------------------- | --------------- | ------------ | --------------------------------------------------- |
| Meet The Supremes                                                   | 09-12-1962            | -                     |                 |              |                                                     |
| Where did our love go                                               | 31-08-1964            | -                     |                 |              |                                                     |
| A bit of Liverpool                                                  | 16-10-1964            | -                     |                 |              |                                                     |
| The Supremes sing country, western & pop                            | 22-02-1965            | -                     |                 |              |                                                     |
| We remember Sam Cooke                                               | 12-04-1965            | -                     |                 |              |                                                     |
| More hits by the Supremes                                           | 23-07-1965            | -                     |                 |              |                                                     |
| There's a place for us                                              | 1965                  | -                     |                 |              |                                                     |
| The Supremes at the copa                                            | 01-11-1965            | -                     |                 |              | Livealbum                                           |
| Merry Christmas                                                     | 01-11-1965            | -                     |                 |              |                                                     |
| I hear a symphony                                                   | 18-02-1966            | -                     |                 |              |                                                     |
| The Supremes a' go-go                                               | 25-08-1966            | -                     |                 |              |                                                     |
| The Supremes sing Holland-Dozier-Holland                            | 23-01-1967            | -                     |                 |              |                                                     |
| The Supremes sing Rodgers & Hart                                    | 22-05-1967            | -                     |                 |              |                                                     |
| You can't hurry love                                                | 1967                  | -                     |                 |              |                                                     |
| Greatest hits, vols. 1 & 2                                          | 29-08-1967            | -                     |                 |              | als Diana Ross & The Supremes / Verzamelalbum       |
| Reflections                                                         | 25-03-1968            | -                     |                 |              | als Diana Ross & The Supremes                       |
| Live at London's Talk of the Town                                   | 26-08-1968            | -                     |                 |              | als Diana Ross & The Supremes / Livealbum           |
| Diana Ross & The Supremes sing and perform "Funny girl"             | 26-08-1968            | -                     |                 |              | als Diana Ross & The Supremes                       |
| Diana Ross & The Supremes join the Temptations                      | 08-11-1968            | -                     |                 |              | als Diana Ross & The Supremes / met The Temptations |
| Love child                                                          | 13-11-1968            | -                     |                 |              | als Diana Ross & The Supremes                       |
| TCB                                                                 | 02-12-1968            | -                     |                 |              | als Diana Ross & The Supremes / met The Temptations |
| Let the sunshine in                                                 | 26-05-1969            | -                     |                 |              | als Diana Ross & The Supremes                       |
| It's happening!                                                     | 1969                  | -                     |                 |              | als Diana Ross & The Supremes                       |
| Together                                                            | 23-09-1969            | -                     |                 |              | als Diana Ross & The Supremes / met The Temptations |
| Cream of the crop                                                   | 03-11-1969            | -                     |                 |              | als Diana Ross & The Supremes                       |
| On Broadway                                                         | 07-11-1969            | -                     |                 |              | als Diana Ross & The Supremes / met The Temptations |
| Greatest hits, vol. 3                                               | 18-12-1969            | -                     |                 |              | als Diana Ross & The Supremes / Verzamelalbum       |
| Farewell                                                            | 13-04-1970            | -                     |                 |              | als Diana Ross & The Supremes / Livealbum           |
| Right on                                                            | 26-04-1970            | -                     |                 |              |                                                     |
| The magnificent 7                                                   | 09-1970               | -                     |                 |              | met The Four Tops                                   |
| New ways but love stays                                             | 10-1970               | -                     |                 |              |                                                     |
| The return of the magnificent seven                                 | 07-1971               | -                     |                 |              | met The Four Tops                                   |
| Touch                                                               | 06-1971               | -                     |                 |              |                                                     |
| Dynamite                                                            | 12-1971               | -                     |                 |              | met The Four Tops                                   |
| Floy joy                                                            | 05-1972               | -                     |                 |              |                                                     |
| The Supremes produced and arranged by Jimmy Webb                    | 12-1972               | -                     |                 |              |                                                     |
| The Supremes live! in Japan                                         | 31-10-1973            | -                     |                 |              | Livealbum / Alleen in Japan                         |
| Anthology (Version one)                                             | 05-1974               | -                     |                 |              | als Diana Ross & The Supremes / Verzamelalbum       |
| Greatest hits: The Supremes featuring Mary Wilson                   | 1974                  | -                     |                 |              | met Mary Wilson / Verzamelalbum                     |
| The Supremes                                                        | 05-1975               | -                     |                 |              |                                                     |
| High energy                                                         | 04-1976               | -                     |                 |              |                                                     |
| Mary, Scherrie & Susaye                                             | 10-1976               | -                     |                 |              |                                                     |
| 20 Golden greats                                                    | 09-1977               | -                     |                 |              | als Diana Ross & The Supremes / Verzamelalbum       |
| At their best                                                       | 30-06-1978            | -                     |                 |              | Verzamelalbum                                       |
| 20 Greatest hits                                                    | 1979                  | 03-11-1979            | 6               | 17           | als Diana Ross & The Supremes / Verzamelalbum       |
| 20 Greatest hits – Compact command performances                     | 1984                  | -                     |                 |              | Verzamelalbum                                       |
| 25th Anniversary collection                                         | 1985                  | -                     |                 |              | als Diana Ross & The Supremes / Verzamelalbum       |
| Anthology (Version 2)                                               | 1986                  | -                     |                 |              | als Diana Ross & The Supremes / Verzamelalbum       |
| 20 greatest hits                                                    | 1989                  | 26-09-1989            | 39              | 7            | als Diana Ross & The Supremes / Verzamelalbum       |
| 20 golden greats                                                    | 1991                  | 14-12-1991            | 57              | 7            | als Diana Ross & The Supremes / Verzamelalbum       |
| Anthology (Version 3)                                               | 1995                  | -                     |                 |              | als Diana Ross & The Supremes / Verzamelalbum       |
| The ultimate collection                                             | 07-10-1997            | -                     |                 |              | als Diana Ross & The Supremes / Verzamelalbum       |
| The Supremes                                                        | 29-08-2000            | -                     |                 |              | Box set                                             |
| 20th Century masters: The best of Diana Ross & The Supremes, Vol. 1 | 2000                  | -                     |                 |              | als Diana Ross & The Supremes / Verzamelalbum       |
| 20th Century masters: The best of Diana Ross & The Supremes, Vol. 2 | 2000                  | -                     |                 |              | als Diana Ross & The Supremes / Verzamelalbum       |
| Anthology (Version 4)                                               | 2001                  | -                     |                 |              | als Diana Ross & The Supremes / Verzamelalbum       |
| The 70s anthology                                                   | 29-10-2002            | -                     |                 |              | Verzamelalbum                                       |
| Diana Ross & The Supremes: The no. 1's                              | 21-10-2003            | -                     |                 |              | als Diana Ross & The Supremes / Verzamelalbum       |
| The Supremes: Gold                                                  | 2005                  | -                     |                 |              | Verzamelalbum                                       |
| Soul legends                                                        | 2006                  | 20-05-2006            | 86              | 1            | als The Supremes & Diana Ross / Verzamelalbum       |
| The definitive collection                                           | 28-09-2008            | -                     |                 |              | Verzamelalbum                                       |
| 50th Anniversary - The singles collection 1961-1969                 | 24-10-2011            | 03-12-2011            | 95              | 3            | als Diana Ross & The Supremes / Verzamelalbum       |

### Singles
| Single met eventuele hitnotering(en) in de Nederlandse Top 40 | Datum van verschijnen | Datum van binnenkomst | Hoogste positie | Aantal weken | Opmerkingen                                                                                     |
| ------------------------------------------------------------- | --------------------- | --------------------- | --------------- | ------------ | ----------------------------------------------------------------------------------------------- |
| Pré-Top 40                                                    |                       |                       |                 |              |                                                                                                 |
| I want a guy                                                  | 09-03-1961            | -                     |                 |              |                                                                                                 |
| Buttered popcorn                                              | 21-07-1961            | -                     |                 |              |                                                                                                 |
| Your heart belongs to me                                      | 08-05-1962            | -                     |                 |              |                                                                                                 |
| Let me go the right way                                       | 22-11-1962            | -                     |                 |              |                                                                                                 |
| My heart can't take it no more                                | 03-1963               | -                     |                 |              |                                                                                                 |
| A breathtaking guy                                            | 06-1963               | -                     |                 |              |                                                                                                 |
| When the lovelight starts shining through his eyes            | 11-1963               | -                     |                 |              |                                                                                                 |
| Run run run                                                   | 02-1964               | -                     |                 |              |                                                                                                 |
| Tijd voor Teenagers Top 10                                    |                       |                       |                 |              |                                                                                                 |
| Where did our love go                                         | 17-06-1964            | 10-10-1964            | 4               | 7            |                                                                                                 |
| Baby love                                                     | 17-09-1964            | 21-11-1964            | 7               | 2            |                                                                                                 |
| Top 40                                                        |                       |                       |                 |              |                                                                                                 |
| Where did our love go                                         | 17-06-1964            | 02-01-1965            | 16              | 4            |                                                                                                 |
| Baby love                                                     | 17-09-1964            | 02-01-1965            | 8               | 9            |                                                                                                 |
| Come see about me                                             | 27-10-1964            | 02-01-1965            | 17              | 7            |                                                                                                 |
| Stop! In the name of love                                     | 08-02-1965            | 03-04-1965            | 21              | 12           |                                                                                                 |
| Back in my arms again                                         | 15-04-1965            | -                     |                 |              |                                                                                                 |
| Nothing but heartaches                                        | 07-1965               | -                     |                 |              |                                                                                                 |
| I Hear a Symphony                                             | 06-10-1965            | 25-12-1965            | 35              | 3            |                                                                                                 |
| My world is empty without you                                 | 29-12-1965            | -                     |                 |              |                                                                                                 |
| Love is like an itching in my heart                           | 08-04-1966            | -                     |                 |              |                                                                                                 |
| You can't hurry love                                          | 25-07-1966            | 24-09-1966            | 24              | 6            |                                                                                                 |
| You keep me hangin' on                                        | 12-10-1966            | 26-11-1966            | 26              | 7            |                                                                                                 |
| Love is here and now you're gone                              | 11-01-1967            | 25-02-1967            | 35              | 3            |                                                                                                 |
| The happening                                                 | 1967                  | 29-04-1967            | 5               | 10           |                                                                                                 |
| Reflections                                                   | 24-07-1967            | 16-09-1967            | 24              | 6            | als Diana Ross & The Supremes                                                                   |
| In and out of love                                            | 10-1967               | 04-11-1967            | tip             | 5            | als Diana Ross & The Supremes                                                                   |
| Forever came today                                            | 03-1968               | 20-04-1968            | 40              | 1            | als Diana Ross & The Supremes                                                                   |
| Some things you never get used to                             | 05-1968               | -                     |                 |              | als Diana Ross & The Supremes                                                                   |
| Love child                                                    | 30-09-1968            | 30-11-1968            | 18              | 8            | als Diana Ross & The Supremes / Nr. 19 in de Single Top 100                                     |
| I'm gonna make you love me                                    | 21-11-1968            | 11-01-1969            | 27              | 5            | als Diana Ross & The Supremes / met The Temptations                                             |
| I'm livin' in shame                                           | 01-1969               | 08-02-1969            | tip             | 3            | als Diana Ross & The Supremes                                                                   |
| I'll Try Something New                                        | 02-1969               | -                     |                 |              | als Diana Ross & The Supremes / met The Temptations                                             |
| The composer                                                  | 25-03-1969            | 10-05-1969            | tip             | 3            | als Diana Ross & The Supremes                                                                   |
| No matter what sign you are                                   | 06-1969               | 14-06-1969            | tip             | 2            | als Diana Ross & The Supremes                                                                   |
| The young folks                                               | 06-1969               | -                     |                 |              | als Diana Ross & The Supremes                                                                   |
| I second that emotion                                         | 1969                  | -                     |                 |              | als Diana Ross & The Supremes / met The Temptations                                             |
| The weight                                                    | 1969                  | -                     |                 |              | als Diana Ross & The Supremes / met The Temptations                                             |
| Someday we'll be together                                     | 14-10-1969            | 17-01-1970            | 20              | 5            | als Diana Ross & The Supremes / with Johnny Bristol / Nr. 19 in de Single Top 100 / Alarmschijf |
| Why (must we fall in love)                                    | 1970                  | -                     |                 |              | als Diana Ross & The Supremes / met The Temptations                                             |
| Up the ladder to the roof                                     | 16-02-1970            | 11-04-1970            | tip             | 2            | New Lead Singer Jean Terrell / First Single Without Diana Ross                                  |
| Everybody's got the right to love                             | 07-1970               | 01-08-1970            | tip             | 3            |                                                                                                 |
| Stoned love                                                   | 15-10-1970            | -                     |                 |              |                                                                                                 |
| River deep - mountain high                                    | 11-1970               | 23-01-1971            | 27              | 3            | met The Four Tops / Nr. 25 in de Single Top 100                                                 |
| A taste of honey                                              | 1971                  | 03-04-1971            | tip             | 6            | met The Four Tops                                                                               |
| Nathan Jones                                                  | 15-04-1971            | -                     |                 |              |                                                                                                 |
| You gotta have love in your heart                             | 1971                  | -                     |                 |              | met The Four Tops                                                                               |
| Touch                                                         | 09-1971               | -                     |                 |              |                                                                                                 |
| Floy joy                                                      | 12-1971               | -                     |                 |              |                                                                                                 |
| Automatically sunshine                                        | 04-1972               | -                     |                 |              |                                                                                                 |
| Your wonderful sweet, sweet love                              | 07-1972               | -                     |                 |              |                                                                                                 |
| I guess I'll miss the man                                     | 10-1972               | -                     |                 |              |                                                                                                 |
| Bad weather                                                   | 05-1973               | -                     |                 |              |                                                                                                 |
| He's my man                                                   | 07-1975               | -                     |                 |              |                                                                                                 |
| Where do I go from here                                       | 10-1975               | -                     |                 |              |                                                                                                 |
| I'm gonna let my heart do the walking                         | 05-1976               | -                     |                 |              |                                                                                                 |
| You're my driving wheel                                       | 10-1976               | -                     |                 |              |                                                                                                 |
| Let yourself go                                               | 02-1977               | -                     |                 |              |                                                                                                 |
| Reflections                                                   | 1989                  | 05-08-1989            | 4               | 10           | als Diana Ross & The Supremes / Nr. 4 in de Single Top 100                                      |
| The happening                                                 | 1991                  | 30-11-1991            | tip             | 3            | Nr. 46 in de Single Top 100                                                                     |

| Single met hitnotering(en) in de Vlaamse Ultratop 50 | Datum van verschijnen | Datum van binnenkomst | Hoogste positie | Aantal weken | Opmerkingen                                                 |
| ---------------------------------------------------- | --------------------- | --------------------- | --------------- | ------------ | ----------------------------------------------------------- |
| Stoned love                                          | 1970                  | -                     |                 |              | Nr. 23 in de Radio 2 Top 30                                 |
| River deep - mountain high                           | 1970                  | -                     |                 |              | met The Four Tops / Nr. 16 in de Radio 2 Top 30             |
| Reflections                                          | 1989                  | -                     |                 |              | als Diana Ross & The Supremes / Nr. 18 in de Radio 2 Top 30 |

### NPO Radio 2 Top 2000
| Nummers met noteringen in de NPO Radio 2 Top 2000 | '99  | '00  | '01  | '02  | '03  | '04  | '05  | '06  | '07 | '08  | '09-'17 | '18  |
| ------------------------------------------------- | ---- | ---- | ---- | ---- | ---- | ---- | ---- | ---- | --- | ---- | ------- | ---- |
| Baby Love (met Diana Ross)                        | 1425 | 1363 | 1785 | 1904 | -    | -    | -    | -    | -   | -    | -       | -    |
| Reflections (met Diana Ross)                      | 1134 | -    | 1656 | 1590 | 1896 | 1944 | 1998 | 1988 | -   | 1976 | -       | 1760 |
| Stop! In the Name of Love                         | 1218 | 1799 | -    | 1701 | -    | -    | 1895 | -    | -   | -    | -       | -    |
| Where Did Our Love Go (met Diana Ross)            | 1831 | -    | -    | -    | -    | -    | -    | -    | -   | -    | -       | -    |
| You Can't Hurry Love (met Diana Ross)             | 1234 | 1874 | -    | -    | -    | -    | -    | -    | -   | -    | -       | -    |

1. ↑  Een '-' betekent dat het nummer niet was genoteerd en een vetgedrukt getal geeft de hoogste notering van een nummer aan.
2. ↑  Deze tabel is bijgewerkt tot en met de laatste editie (2024).